# Котрута, Андрея
Андрея Котрута (рум. Cotruta Andreea; 11 ноября 2003) — румынская тяжелоатлетка, двукратная чемпионка Европы 2023 и 2025 годов.

## Карьера
На юношеском чемпионате Европы в 2019 году в весовой категории до 55 кг завоевала золотую медаль по сумме двух упражнений зафиксировав вес в 194 кг. 
В апреле 2021 года на Чемпионате Европы в Москве, румынская тяжёлоатлетка в весовой категории до 55 кг, с результатом 189 килограммов стала восьмой.
На чемпионате мира 2022 года в Боготе, в Колумбии в категории до 55 кг стала четвёртой по сумме двух упражнений с результатом 194 кг.
В Ереване, на чемпионате Европы 2023 года в категории до 55 кг завоевала золотую медаль с результатом 201 кг по сумме двух упражнений. В отдельных упражнениях также ей достались две малые золотые медали.
В феврале 2024 года на чемпионате Европы в Софии Андрея в категории до 59 кг завоевала малую бронзовую медаль в упражнении толчок (118 кг). По сумме двух упражнений она стала четвёртой. 
На чемпионате Европы 2025 года в Кишинёве в весовой категории до 59 кг завоевала золотую медаль с итоговым результатом 208 кг. В отдельных упражнениях «рывок» она завоевала малые серебряные медали.

## Достижения
Чемпионат Европы
| Результат | Вес      | Год  | Место соревнований | Рывок | Толчок | Общий вес |
| Золото    | до 55 кг | 2023 | Ереван, Армения    | 91,0  | 110,0  | 201,0     |
| Золото    | до 59 кг | 2025 | Кишинёв, Молдова   | 94,0  | 114,0  | 208,0     |